# Estación de Villadepalos
Villadepalos es un apeadero ferroviario situado en el municipio español de Carracedelo en la provincia de León, comunidad autónoma de Castilla y León. Dispone de servicios de Media Distancia operados por Renfe.

## Situación ferroviaria
La estación se encuentra en el punto kilométrico 263,742 de la línea férrea de ancho ibérico que une León con La Coruña a 434 metros de altitud, entre las estaciones de Toral de los Vados y de Posada del Bierzo. El tramo es de vía única y está electrificado.

## Historia
La estación fue abierta al tráfico el 1 de marzo de 1883 con la puesta en marcha del tramo Ponferrada-Toral de los Vados de la línea que pretendía unir Palencia con La Coruña. Las obras corrieron a cargo de la Compañía de los Ferrocarriles de Asturias, Galicia y León o AGL creada para continuar con los proyectos iniciados por la Compañía del Ferrocarril del Noroeste de España y gestionar sus líneas. En 1885, la mala situación financiera de AGL tuvo como consecuencia su absorción por parte de Norte. En 1941, la nacionalización del ferrocarril en España supuso la desaparición de esta última y su integración en la recién creada RENFE. 
Desde el 31 de diciembre de 2004 Renfe Operadora explota la línea mientras que Adif es la titular de las instalaciones ferroviarias.

## Servicios ferroviarios

### Media Distancia
Los servicios de Media Distancia de Renfe que tienen parada en la estación cubren el trayecto Vigo y Ponferrada. 
| Línea MD | Servicio        | Origen/Destino | Paradas intermedias | Destino/Origen |
| -------- | --------------- | -------------- | --- | -------------- |
| 6        | Regional Exprés | Vigo-Guixar    | Redondela · Porriño · Guillarey · Caldelas · Salvatierra · Las Nieves · Sela · Arbo · Pousa-Creciente · Frieira · Filgueira · Ribadavia · Orense · Barra de Miño · Peares · San Pedro del Sil · San Esteban del Sil · Areas · Canabal · Monforte de Lemos · Puebla de Brollón · San Clodio-Quiroga · Montefurado · La Rúa-Petín · Villamartín de Valdeorras · El Barco de Valdeorras · Sobradelo · Quereño · Covas · Toral de los Vados · Villadepalos | Ponferrada     |
| 6        | Regional Exprés | Ponferrada     | Villadepalos · Toral de los Vados · Covas · Quereño · Sobradelo · El Barco de Valdeorras · Villamartín de Valdeorras · La Rúa-Petín · Montefurado · San Clodio-Quiroga · Monforte de Lemos · Canabal · Areas · San Esteban del Sil · San Pedro del Sil · Peares · Barra de Miño | Orense         |